# Phung
Los phung son una especie alienígena de ficción que aparece en los libros del ciclo de Tschai, creada en 1968 por Jack Vance.

## Argumento
Los phung, como los pnume, son habitantes originales del planeta Tschai. Físicamente son muy parecidos a sus primos; de estatura similar a la humana, complexión frágil, cabeza alargada con forma equina y mandíbula partida similar a un insecto, rodillas con la articulación flexionada hacia atrás, pie estrecho, de color rojo y negro, con tres grandes dedos. Visten con sombreros de ala ancha y grandes capas negras. Además, llevan espadas que manejan de manera terrible, agitándola de forma salvaje y cortando y pinchando absolutamente todo a su alrededor, con resultados devastadores. Sus movimientos son exagerados, con grandes saltos y aspavientos. Tienen una fuerza increíble, pero sus cuerpos son relatívamente frágiles, pudiendo perder miembros con facilidad. A excepción de los pnume, ninguna raza sabe mucho de los phung, y todo el mundo cree conveniente alejarse de ellos, ya que su extragavante e incomprensible comportamiento hace pensar que están locos. Atacan inmediatamente a los dirdir, chasch y wankh, y su manera de actuar con los humanos, a los que probablemente mate también, es extrañísima.
- Datos: Q6074517